# Tourist ツーリスト
『tourist ツーリスト』は、インターネットテレビサービスであるParavi制作の初のオリジナルドラマであり、史上初となるTBSテレビ、テレビ東京、WOWOWの3局横断で、2018年に放送された日本のオムニバスドラマ。オール海外ロケ、全3話。

## 概要
水川あさみ、池田エライザ、尾野真千子演じる悩みを抱えた3人のヒロインが、それぞれ旅先のバンコク、台北、ホーチミンで三浦春馬演じるミステリアスな男性と出会い本当の自分を見出していく姿を1話完結で描く。三浦春馬は物語の鍵となる人物として全話に出演。
撮影はバンコク、台北、ホーチミンでオールロケを行い、2018年秋に全3話がTBSテレビ（第1話）、テレビ東京（第2話）、WOWOW（第3話、ノンスクランブル放送）の3局で放送された（詳しい放送日程は本記事中の #放送日程 および テレビ番組基礎情報を参照のこと）。Paraviでは、TBSテレビ・テレビ東京・WOWOWでの放送終了後、未公開シーンを含めたオリジナル版の「フルバージョン」および三浦春馬演じる天久真の視点からの「天久真バージョン」が独占配信されている。

## あらすじ

### 第1話 （バンコク篇）
仕事も恋も一途に頑張っているのに、なかなか心が満たされない日々が続き、行き詰まりを感じていたテレビ局のドラマプロデューサーの野上さつきは自分を見つめ直すために、独特の死生観を抱く街・バンコクを訪れる。そのバンコクで窃盗団に荷物をひったくられた青年・天久真と出会う。バンコクでも自分自身を持て余していたサツキは真に1日だけの恋人を演じてくれないかと誘う。

### 第2話 （台北篇）
恋愛至上主義者だった津ノ森ホノカは遂に結婚を決意し、恋愛至上主義者であった自分から卒業するために女友達2人と共に、独身最後の思い出作りとして台北を訪れる。しかし、ゆったりとした旅とはいかず、旅当初よりトラブルが続き、友達とは別行動を余儀なくされる。仕方なく市場のカフェに赴いたホノカは、大男に追われる真に遭遇する。男を捲くために恋人のフリをしてほしいと真に頼まれ、そのまま一晩だけの恋人を演じることになってしまう。

### 第3話 （ホーチミン篇）
夫が愛人と浮気旅行をしていると知ったパタンナーの立花カオルは2人の後を追いかけるようにベトナムのホーチミンを訪れる。そこはまだ夫婦として成り立っていたころに夫と共に訪れた思い出の場所でもあった。クラブで泥酔してしまったために、真とは最悪の出会いをしてしまったカオルは翌日、偶然にも真と再会する。前夜の無礼を詫びようと、カオルは真と一緒に夫と旅した場所を訪れる。

## 登場人物
第1話 バンコク篇
- 野上さつき（のがみ さつき） - 水川あさみ
- 中年男性 - マキタスポーツ

第2話 台北篇
- 津ノ森ホノカ（つのもり ほのか） - 池田エライザ
- 黒川はるこ（くろかわ はるこ）- 仁村紗和
- 藤本かほ（ふじもと かほ）- 石橋菜津美

第3話 ホーチミン篇
- 立花カオル（たちばな かおる） - 尾野真千子
- 立花タケト（たちばな たけと）- バカリズム
- タケトの愛人 - 成海璃子

全話
- 天久真（あめく まこと） - 三浦春馬

## スタッフ
- クリエイティブプロデューサー - 関和亮[1]
- 監督 - 山岸聖太（第1話）[1]、スミス（第2話）[1]、横尾初喜（第3話）[1]
- プロデューサー - 藤原麻知
- エグゼクティブプロデューサー - 米田匡男
- 製作統括 - 松島哲夫
- 脚本 - 倉光泰子、登米裕一（第1、2話）、吉田光希（第3話）
- 原案 - d-zoo
- プロデュース - 櫻井雄一
- 主題歌 - HYUKOH（TOY'S FACTORY）[5]
- 企画・制作 - ソケット
- 製作著作 - Paravi

## 音楽
ドラマの主題歌は、数々の受賞歴があり世界的に注目を集める韓国のバンド HYUKOH（ヒョゴ）が担当、ヒット曲「Comes and Goes」と「LOVE YA!」を本作品に楽曲提供した。なお、全話出演した三浦春馬は、韓国でHYUKOHと対談を行っており、その内容はParaviで独占配信されている。また2018年11月25日より、通信カラオケ「LIVE DAM STADIUMシリーズ」に「Comes and Goes」が登場、「tourist ツーリスト」のドラマ映像が背景映像として配信された。

## 放送日程
第3話は無料放送。
| 話数  | 放送日   | サブタイトル | 脚本              | 監督     | 制作局     |
| ----- | -------- | ------------ | ----------------- | -------- | ---------- |
| 第1話 | 09月29日 | バンコク篇   | 倉光泰子 登米裕一 | 山岸聖太 | TBSテレビ  |
| 第2話 | 10月02日 | 台北篇       | 倉光泰子 登米裕一 | スミス   | テレビ東京 |
| 第3話 | 10月08日 | ホーチミン篇 | 吉田光希 倉光泰子 | 横尾初喜 | WOWOW      |

## Blu-ray&DVD
『tourist ツーリスト』Blu-ray-BOX、DVD-BOX
TCエンタテインメントから2021年12月3日に発売。各2枚組。